# Sativex

Struktura tetrahydrokannabinolu (THC)

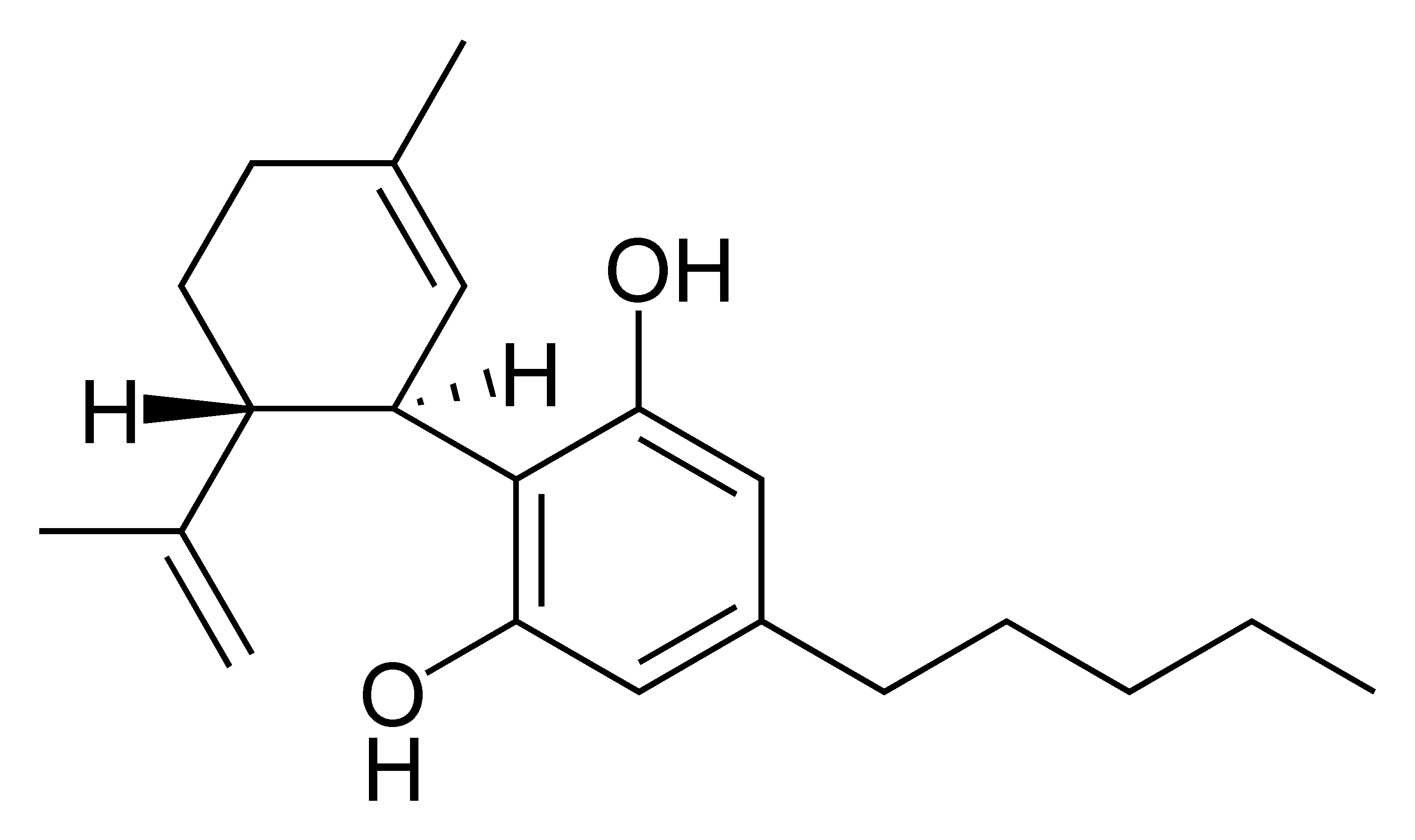
Struktura kannabidiolu (CBD)

Sativex – nazwa handlowa preparatu farmaceutycznego produkowanego przez brytyjską firmę farmaceutyczną GW Pharmaceuticals. Jest pierwszym specyfikiem na bazie marihuany zarejestrowanym w Europie. Lek dostępny jest na receptę w większości krajów świata. W Polsce jest dostępny od grudnia 2012 na receptę z wtórnikiem, ze wskazaniem w celu łagodzenia umiarkowanych oraz ciężkich objawów spastyczności u pacjentów cierpiących na stwardnienie rozsiane, u których stosowanie innych leków okazało się nieskuteczne.
Sativex zawiera standaryzowany ekstrakt z konopi indyjskich, którego głównymi czynnymi składnikami są tetrahydrokannabinol (THC) i kannabidiol (CBD). Każda aplikacja sprayu zawiera ustaloną dawkę tych substancji: 2,7 mg THC i 2,5 mg CBD.
Pierwsze doniesienia na temat skuteczności tego preparatu są pozytywne.

## Wskazania
Sativex może być stosowany w objawowym leczeniu bólu neuropatycznego w przebiegu stwardnienia rozsianego (SM) u dorosłych.
Preparat może też znaleźć zastosowanie jako leczenie wspomagające u dorosłych pacjentów z zaawansowanym nowotworem, odczuwających średni i silny ból pomimo stosowania największych tolerowanych dawek opiatów.
Producent leku podkreśla brak długoterminowych badań (dłuższych niż 4-6 tygodni) porównujących skuteczność leku z placebo.

## Droga podania
Preparat podawany jest w postaci aerozolu na błonę śluzową jamy ustnej.

## Przeciwwskazania
Lek jest przeciwwskazany u pacjentów:
- poniżej 18 roku życia,
- podejrzanych o alergię na kannabinoidy, glikol propylenowy, etanol, olejek pieprzowy,
- z ciężką chorobą sercowo-naczyniową, jak choroba niedokrwienna serca, arytmia, źle kontrolowane nadciśnienie lub niewydolność serca,
- z wywiadem w kierunku schizofrenii lub jakiejkolwiek choroby psychicznej,
- w wieku rozrodczym dążących do posiadania potomstwa,
- ciężarnych i matek karmiących piersią.

## Informacje o bezpieczeństwie użycia
Szczególnie ostrożnie powinno się używać leku w przypadku dodatniego wywiadu w kierunku napadów padaczkowych. Sativex zawiera około 50% obj./obj. etanolu (alkoholu), tzn. do 40 mg w jednorazowej dawce. Produkt ten może być szkodliwy dla osób cierpiących na chorobę alkoholową (alkoholizm). Podczas stosowania leków nie powinno się używać alkoholu ze względu na możliwe interakcje.
Sativex zawiera glikol propylenowy, który może powodować podrażnienia miejsc, na które producent zaleca stosowanie leku (wewnętrzna strona policzka, dozowanie pod język).
THC ma złożony wpływ na ośrodkowy układ nerwowy. Producent zwraca szczególną uwagę na możliwość powodowania przez preparat zmian nastroju, upośledzenia czynności poznawczych i pamięci, zmniejszenia zdolności prowadzenia pojazdów i kontroli impulsów, zmian w postrzeganiu rzeczywistości, zwłaszcza poczucia czasu. Podczas stosowania leku obserwowano u pacjentów zasłabnięcia i zawroty głowy. Zaleca się przerwanie kuracji w przypadku poczucia dezorientacji.
Efekty sercowo-naczyniowe kannabinoidów to tachykardia, przemijające zmiany ciśnienia tętniczego włączając epizody ortostatycznej hipotensji. Zawarty w leku tetrahydrokannabinol jest substancją psychotropową, może wywoływać uzależnienie psychiczne, ale producent leku ostrzega również przed uzależnieniem fizycznym.